# Vlastimil Zábranský
Vlastimil Zábranský (* 2. September 1936 in Vráž u Berouna; † 4. Februar 2021 in Brünn) war ein  tschechischer Maler, Zeichner, Grafiker und Humorist.
Neben Teilnahmen an gemeinschaftlichen Ausstellungen hatte er ebenfalls mehrere selbständige Vernissagen, die vorwiegend außerhalb seines Heimatlandes stattfanden.  Er lebte in Brno.

## Auszeichnungen
- 1965 Erster Preis des Jaroslav Hašek Festivals in Lipnice (ČSFR)
- 1967 Cartoonale-Preis des Weltfestivals der Karikatur in Heist-Duinbergen (Belgien)
- 1968 und 1970 Preis des internationalen Karikatursalons in Montreal (Kanada)
- 1969 und 1973 Dattero d’argento des internationalen Humor Salons in Bordighera (Italien)
- 1972 Gran Prix der Weltgalerie der Karikatur, Skopje (Jugoslawien)
- 1975 Erster Preis des Humorfestivals in Marostica (Italien)
- 1975 Erster Preis ex aeque des Internationalen Festivals der antifaschistischen Karikatur in Athen (Griechenland)
- 1979 Erster Preis Worldcartoonale in Knokke-Heist (Belgien)
- 1979 Preis der Internationalen Humor-Biennale in Gabrowo (Bulgarien)